# Rhytidothorax horticola
Rhytidothorax horticola is een vliesvleugelig insect uit de familie Encyrtidae. De wetenschappelijke naam is voor het eerst geldig gepubliceerd in 2011 door Hayat & Kazmi.